# Ґ
Ґ, ґ は、キリル文字のひとつ。ラテン文字のGに相当する。ウクライナ語、ルシン語で使われる文字である。ロシア語などではこの音にГを用いるが、Гはウクライナ語、ルシン語では/h/を表すため、区別するためにこの文字を使用する。1933年まではベラルーシ語でも使用された。外来語を中心に使用される。

## 由来
ギリシア文字の Γ γ（ガンマ）の書体に由来する。14世紀から二重音字の「кг」で表記された（例：ґрунт → кгрунт）。後にラテン文字の「g」として記された。初めての「ґ」の表記はペレソープヌィツャ福音書（1561年）で見られる。公式なキリル文字としてメレーティイ・スモトルィーツィクィイによって古ウクライナ語の『文法書』（1616年）で登録された。
ウクライナにおいてはスターリン時代の1933年に廃止され Г に統合されたが、ソ連崩壊直前の1990年に復活した。そのため、Ґ はウクライナ独立の象徴ともされている。

## 呼称
- ウクライナ語: ґе（ゲー）

## 音素
- ウクライナ語・ルシン語：有声軟口蓋破裂音（IPA：/g/）

## アルファベット上の位置
- ウクライナ語・ルシン語：第5字母

## 符号位置
| 大文字 | Unicode | JIS X 0213 | 文字参照        | 小文字 | Unicode | JIS X 0213 | 文字参照        | 備考 |
| ------ | ------- | ---------- | --------------- | ------ | ------- | ---------- | --------------- | ---- |
| Ґ      | U+0490  | ‐          | &#x490; &#1168; | ґ      | U+0491  | ‐          | &#x491; &#1169; |      |